# Aplosporella sambuci
Aplosporella sambuci är en svampart som först beskrevs av Peck, och fick sitt nu gällande namn av Franz Petrak 1926. Aplosporella sambuci ingår i släktet Aplosporella och familjen Botryosphaeriaceae.   Inga underarter finns listade i Catalogue of Life.